# Jola (jezik)
Jola (Yola) je indoevropski jezik, pripada germanskoj grupi. Njime su govorili Irci u Veksfordu do 19. veka. 